# Салаир
Салаи́р — город в составе Гурьевского муниципального района Кемеровской области в России, до 2019 года административный центр Салаирского городского поселения Гурьевского муниципального района.
Город районного подчинения, находящийся в подчинении администрации города областного подчинения Гурьевска.
Распоряжением Правительства РФ от 29 июля 2014 года № 1398-р «Об утверждении перечня моногородов» город включён в категорию «Монопрофильные муниципальные образования Российской Федерации (моногорода) с наиболее сложным социально-экономическим положением».

## Этимология
Название поселения Салаир, также как и название Салаирского кряжа, произошло от общего топонима — Салаир, которое широко используется в этой местности. Само же слово Салаир состоит из сложения тюркских слов салаа и айры, из многих значений которых можно принять «приток» и «река», то есть салаа+айры — «приток-река», «река, являющаяся притоком». Топоним также сравнивался с этимологией реки Зилаир и с родоплеменными названиями ряда тюркских народностей, в частности жалайыр — у казахов и киргизов и джадлайэр — у кочевых узбеков. 

## География
Город расположен в 10 км от Гурьевска, в 167 км от областного центра Кемерово.

## История
Поселение возникло в 1626 году реке Малая Талмовая и записано как Салаирское.

В конце XVIII века близ села были открыты Салаирские серебряные рудники.

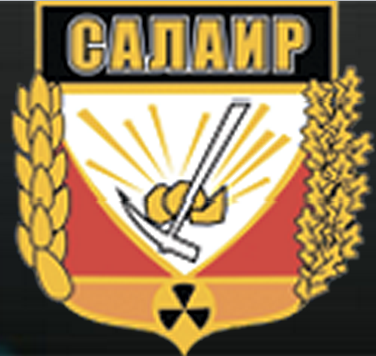
Герб времён СССР

5 апреля 1941 года рабочий посёлок Салаир Гурьевского района Кемеровской области отнесён в разряд городов районного подчинения с сохранением прежнего наименования.

## Население
| 1959    | 1967    | 1970    | 1979    | 1989    | 1992    | 1996    | 1998    | 2000    |
| ------- | ------- | ------- | ------- | ------- | ------- | ------- | ------- | ------- |
| 17 477  | ↘16 000 | ↘13 568 | ↘11 254 | ↗11 452 | ↗11 500 | ↘11 200 | ↘10 900 | ↘10 800 |
| 2001    | 2002    | 2003    | 2005    | 2006    | 2007    | 2008    | 2009    | 2010    |
| ↘10 700 | ↘9472   | ↗9500   | ↘9200   | →9200   | ↘9100   | ↘9000   | ↘8999   | ↘8262   |
| 2011    | 2012    | 2013    | 2014    | 2015    | 2016    | 2017    | 2018    | 2019    |
| ↗8290   | ↘8252   | ↘8115   | ↘7985   | ↘7864   | ↘7724   | ↘7589   | ↘7452   | ↘7327   |
| 2020    | 2021    | 2025    |         |         |         |         |         |         |
| ↘7281   | ↘7088   | ↘6747   |         |         |         |         |         |         |

На 1 января 2025 года по численности населения город находился на 1021-м месте из 1124 городов Российской Федерации.

## Экономика
Градообразующее предприятие — Салаирский горно-обогатительный комбинат, работающий с 1782 года.

## Религия
- Церковь первоверх. апп. Петра и Павла